# 오리안 말로브르통
오리안 말로브르통(프랑스어: Auriane Mallo-Breton, 1993년 10월 11일~)은 프랑스의 펜싱 선수로 주 종목은 에페이다. 2024년 하계 올림픽에서 여자 에페 개인전과 단체전 은메달을 획득했다.

## 개인사
아버지인 에리크 말로는 리옹 펜싱 협회 회장을 맡았으며 남동생인 악셀 말로와 로뱅 말로 또한 펜싱 선수로 활동했다.
말로브르통은 아이스하키 선수인 쥘 브르통과 결혼했으며 2021년에 아들 마티스가 태어났다.